# JAR
Pour les articles homonymes, voir JAR (homonymie).
Ne doit pas être confondu avec Léonard Rosenthal.
JAR'S (ou JAR) est une maison de haute joaillerie française fondée en 1978 par le joaillier d'origine américaine Joël Arthur Rosenthal. La raison sociale est formée des initiales du nom du fondateur.
Entreprise ne pratiquant aucune publicité et ne disposant d'aucune boutique ouverte au public, cette société fournit une clientèle exclusive de gens fortunés, femmes du monde et vedettes du spectacle ou de cinéma.
Son créateur a été comparé à Rene Lalique, Fabergé, Louis Cartier, ou encore surnommé « le Matisse de la joaillerie ». 

## Le fondateur
Né en 1943 dans le Bronx, Joël Arthur Rosenthal est le fils unique d'un postier et d'une enseignante en biologie. Il fait des études d'histoire de l'art et de philosophie à l'université Harvard dont il sort diplômé en 1966. Il déménage alors à Paris où il exerce différents métiers comme scénariste puis brodeur à l'aiguille, activité pour laquelle il ouvre une petite boutique. Ses travaux sur des cotons de couleur insolite attirent sur lui l'attention de différents stylistes, dont ceux d'Hermès et de Valentino.
C'est à cette époque qu'il rencontre son compagnon et futur associé Pierre Jeannet, un psychiatre suisse.
Sa carrière s'oriente dans une autre direction lorsqu'il lui est demandé un jour de dessiner une monture pour une pierre. Après un court passage comme vendeur dans la boutique new-yorkaise de Bvlgari, il revient à Paris en 1977 et commence à y concevoir des pièces à partir de matériaux abordables pour lui tels que le corail et la pierre de lune.
Un rapide succès l'amène à fonder JAR l'année suivante, en 1978, ouvrant un salon au 7 place Vendôme, près de l'hôtel Ritz. L'entreprise ne présente aucune vitrine ni enseigne sur rue, elle n’édite pas de catalogue et n’a pas de service de presse ni de marketing. Elle ne publie pas de photos de ses bijoux. L'entrée se fait sur parrainage d'un client déjà connu et pour des personnes dont le nom — Rothschild, Guiness, Rockefeller ou autre — exclut toute ambiguïté,.
Chaque pièce est unique, créée pour une cliente précise (il conçoit également des parfums distribués uniquement chez JAR Parfums à Paris et chez Bergdorf Goodman à New York). Il s'inspire de la faune et de la flore pour ses créations, mêlant des références du passé aux techniques actuelles de joaillerie. Plusieurs bijoux vendus lors d'enchères ont fait grimper la côte de JAR, les prix atteignant parfois dix fois leur estimation. Ne comprenant que 6 salariés, JAR a réalisé 16,9 millions d'euros de chiffre d'affaires en 2011 (résultat net de 3 millions).
En 2002 a lieu à Londres la seule exposition publique consacrée à JAR (celle de 1987 était une exposition privée). Les 400 pièces présentées, la plupart prêtées par leur propriétaire, étaient disposées dans le noir intégral, les visiteurs devant utiliser une lampe de poche pour les observer. À cette occasion JAR publie le seul ouvrage à l'époque consacré à ses œuvres, JAR Paris, catalogue de 720 pages tiré à un nombre réduit d'exemplaires.
Il est également nouvelliste.

## Inspiration
L'inspiration  est riche et diverse : René Boivin et Suzanne Belperron, Bulgari et Boucheron, ainsi que Paulding Farnham, de Tiffany & Co. , également l’influence colorée de certains bijoux de l'Inde ou celle de la tradition judaïque.

## Expositions
- The Jewels of JAR Paris, 2 novembre 2002 - 26 janvier 2003, Somerset House, London
- JAR's tenth aniversary (exposition privée de 24 heures), 30 novembre 1987, National Academy of Design, New York